# Blosville
Blosville és un municipi francès situat al departament de la Manche i a la regió de Normandia. L'any 2007 tenia 260 habitants.

## Demografia

### Població
El 2007 la població de fet de Blosville era de 260 persones. Hi havia 105 famílies de les quals 23 eren unipersonals (23 homes vivint sols), 31 parelles sense fills, 35 parelles amb fills i 16 famílies monoparentals amb fills.
La població ha evolucionat segons el següent gràfic:
Habitants censats

### Habitatges
El 2007 hi havia 128 habitatges, 107 eren l'habitatge principal de la família, 17 eren segones residències i 4 estaven desocupats. Tots els 128 habitatges eren cases. Dels 107 habitatges principals, 82 estaven ocupats pels seus propietaris i 25 estaven llogats i ocupats pels llogaters; 4 tenien dues cambres, 13 en tenien tres, 21 en tenien quatre i 69 en tenien cinc o més. 77 habitatges disposaven pel capbaix d'una plaça de pàrquing. A 46 habitatges hi havia un automòbil i a 58 n'hi havia dos o més.

### Piràmide de població
La piràmide de població per edats i sexe el 2009 era:
| Homes | Edats   | Dones |
| ----- | ------- | ----- |
| 0     | 95 o +  | 0     |
| 0     | 90 a 94 | 0     |
| 0     | 85 a 89 | 0     |
| 0     | 80 a 84 | 0     |
| 4     | 75 a 79 | 0     |
| 4     | 70 a 74 | 4     |
| 4     | 65 a 69 | 8     |
| 8     | 60 a 64 | 8     |
| 0     | 55 a 59 | 8     |
| 4     | 50 a 54 | 0     |
| 12    | 45 a 49 | 0     |
| 4     | 40 a 44 | 8     |
| 20    | 35 a 39 | 16    |
| 12    | 30 a 34 | 16    |
| 0     | 25 a 29 | 4     |
| 0     | 20 a 24 | 4     |
| 4     | 15 a 19 | 0     |
| 8     | 10 a 14 | 20    |
| 16    | 5 a 9   | 24    |
| 0     | 0 a 4   | 4     |

## Economia
El 2007 la població en edat de treballar era de 179 persones, 139 eren actives i 40 eren inactives. De les 139 persones actives 133 estaven ocupades (71 homes i 62 dones) i 6 estaven aturades (2 homes i 4 dones). De les 40 persones inactives 14 estaven jubilades, 12 estaven estudiant i 14 estaven classificades com a «altres inactius».

### Ingressos
El 2009 a Blosville hi havia 111 unitats fiscals que integraven 279 persones, la mediana anual d'ingressos fiscals per persona era de 17.864 €.

### Activitats econòmiques
Dels 10 establiments que hi havia el 2007, 1 era d'una empresa alimentària, 1 d'una empresa de fabricació d'altres productes industrials, 2 d'empreses de construcció, 5 d'empreses de comerç i reparació d'automòbils i 1 d'una empresa de serveis.
Dels 2 establiments de servei als particulars que hi havia el 2009, 1 era un guixaire pintor i 1 electricista.
L'únic establiment comercial que hi havia el 2009 era una fleca.
L'any 2000 a Blosville hi havia 8 explotacions agrícoles que ocupaven un total de 208 hectàrees.

## Poblacions més properes
El següent diagrama mostra les poblacions més properes.